# Ulična vadba
Úlična vádba ali kalisténika (iz grščine κάλλος, kállos »lepota« + σθένος, sthénos, »moč«) je načrtna krepitev mišic z lastno težo. Razvila se je iz dveh šol gimnastike, rusko-ukrajinske in ameriške. Temelji na gimnastičnih elementih in uličnem treningu, ki naj bi mlade odpeljali stran od mamil in kriminala. Temelji ruske šole so močna gimnastična osnova, kompleksnejše figure in večja gibljivost, ameriške pa osnovne vaje in trdo delo. Vsakdo, ki se odloči za to obliko športa, tekmuje izključno sam s seboj. Vadba se razlikuje od fitnesa ali trima, saj ne potrebujete dragih naprav.